# Thủ Thừa, Tây Ninh
Thủ Thừa là một xã thuộc tỉnh Tây Ninh, Việt Nam.

## Địa lý
Xã Thủ Thừa có vị trí địa lý:
- Phía đông bắc giáp xã Bình Đức.
- Phía đông nam giáp xã Nhựt Tảo.
- Phía nam giáp phường Long An.
- Phía tây nam giáp xã Mỹ An.
- Phía tây bắc giáp xã Mỹ Thạnh.

Xã có diện tích tự nhiên là 50,45 km², quy mô dân số là 44.485 người, mật độ dân số đạt 882 người/km².

## Hành chính
Thị trấn Thủ Thừa được chia thành 9 khu phố: 1, 2, 3, 3 Nhà Thương, 11, An Hoà 3, Cầu Xây, Nhà Dài, Rạch Đào.

## Lịch sử
Thị trấn Thủ Thừa được thành lập vào ngày 24 tháng 3 năm 1979 trên cơ sở tách các ấp Nhà Dài, Cầu Xây, Rạch Đào, Thủ Khoa Thừa thuộc xã Bình Phong Thạnh và ấp 11, ấp 3 Nhà Thương thuộc xã Nhị Thành. Khi mới thành lập, thị trấn thuộc huyện Bến Thủ.
Ngày 14 tháng 1 năm 1983, huyện Thủ Thừa được tái lập, thị trấn Thủ Thừa trở thành huyện lỵ huyện Thủ Thừa.
Ngày 29 tháng 3 năm 2019, tất cả các ấp của thị trấn được chuyển đổi thành khu phố.

## Kinh tế - xã hội

### Giáo dục
Trên địa bàn thị trấn có bốn trường học:
- Trường THPT Thủ Thừa
- Trường TH thị trấn Thủ Thừa
- Trường THCS thị trấn Thủ Thừa
- Trung tâm GDTX và kỹ thuật tổng hợp hướng nghiệp Thủ Thừa
- Trường TH Nhà Dài.

## Văn hóa
- Chùa Long Thạnh
- Chùa An Hoà
- Di tích lịch sử Đình Vĩnh Phong